# Одживул (Пшисуський повіт)
Одживул (пол. Odrzywół) — місто в Польщі, у гміні Одживул Пшисуського повіту Мазовецького воєводства.
Населення — 1086 осіб (2011).
У 1975-1998 роках село належало до Радомського воєводства.

## Демографія
Демографічна структура станом на 31 березня 2011 року:
|          | Загалом | Допрацездатний вік | Працездатний вік | Постпрацездатний вік |
| -------- | ------- | ------------------ | ---------------- | -------------------- |
| Чоловіки | 545     | 115                | 374              | 56                   |
| Жінки    | 541     | 94                 | 313              | 134                  |
| Разом    | 1086    | 209                | 687              | 190                  |